# Свети Георги (Боище)
Вижте пояснителната страница за други значения на Свети Георги.
„Свети Георги“ (на македонска литературна норма: „Свети Ѓорѓи“, „Свети Георгиј“) е възрожденска православна църква в демирхисарското село Боище, Република Македония. Църквата е под управлението на Крушевско-Демирхисарската епархия на Македонската православна църква.
Храмът е изграден в две фази. Първата е от 1850 година, която е отбелязана над входа.
Църквата има правоъгълна форма със седмостранна апсида на запад, която е покрита архитравно. Западният вход е оформен с релефни каменни пиластри и над него има каменен релефен кръст. Апсидата, венеца, отворите и ъглите са изградени от дялан бигор. Покривът е двускатен, като първоначално е бил с каменни плочи, а по-късно е с керемиди. Във вътрешноктта таваните са дъсчени с обшивни лайнсни. Северната и южната стена са изписани със стенописи в 1878 година.
През 1868 година жителят на Боище Петре Велянчески е спомоществувател за един екземпляр от изданието на „Поучително евангелие“ на Софроний Врачански, за църквата „Св. Георгия“.